# Альфонсо Сільва
Альфонсо Сільва Пласерес (ісп. Alfonso Silva Placeres, 19 березня 1926, Лас-Пальмас-де-Гран-Канарія — 16 лютого 2007, Констанц) — іспанський футболіст, що грав на позиції півзахисника, зокрема, за клуб «Атлетіко», а також національну збірну Іспанії.
Дворазовий чемпіон Іспанії. 

## Клубна кар'єра
У футболі дебютував 1946 року виступами за команду «Атлетіко», в якій провів десять сезонів, взявши участь у 153 матчах чемпіонату. 
Завершив професійну ігрову кар'єру у клубі «Лас-Пальмас», за команду якого виступав протягом 1956—1959 років.

## Виступи за збірну
1949 року дебютував в офіційних матчах у складі національної збірної Іспанії. Протягом кар'єри у національній команді провів у її формі 5 матчів, забивши 1 гол.
У складі збірної був учасником чемпіонату світу 1950 року у Бразилії, де зіграв в останньому матчі команди на турнірі зі Швецією (1-3) на другому груповому етапі. 
Помер 16 лютого 2007 року на 81-му році життя у місті Констанц.

## Титули і досягнення
- Чемпіон Іспанії (2):

«Атлетіко Мадрид»: 1949-1950, 1950-1951